# تاناکاید
تاناکاید (به مجاری:  Tanakajd) یک شهرداری در مجارستان است که در واش واقع شده‌است. تاناکاید ۱۱٫۸۲ کیلومتر مربع مساحت و ۷۵۸ نفر جمعیت دارد.